# Соборност
Соборност (рус. „духовна заједница многих заједнички-живућих људи“) је руски термин чија се употреба првенствено приписује руским писцима словенофилима из 19. века Ивану Кирејевском (1806—1856) и Алексеју Хомјакову (1804—1860). Термин изражава потребу за сарадњом међу људима на рачун индивидуализма, на основу тога што се супротстављене групе фокусирају на оно што је заједничко међу њима. Хомјаков је веровао да западни свет прогресивно губи своје јединство јер прихвата Аристотела и његов одређујући индивидуализам. Кирејевски је веровао да Хегел и Аристотел представљају исти идеал јединства.
Хомјаков и Кирејевски су првобитно користили термин собор (рус. собор) означити сарадњу унутар руске општине, уједињене скупом заједничких убеђења и источно-православних вредности, насупрот култу индивидуализма на Западу. Израз собор на руском има више сродних значења: собор је „саборна црква“ епархијског епископа; Собор је такође црквени „сабор“, „сабор“ или „сабор“, који одражава концепт хришћанске цркве као „еклисије“ (грч. ἐκκλησία); секуларна грађанска руска историјска употреба има „Земски собор“ (националну скупштину) и разне локалне (местное), земљишни или урбани „собори“. Sobornost као апстрактна именица настала је на основу речи собора тако буквално значи нешто попут „сабраности“ или „саборности“.
Хомјаковљев концепт „саборности“ хришћанске цркве као „универзалности“, за разлику од римског, одражава перспективу из коренског значења речи „литургија“ (грч. λειτουργία), што значи „рад окупљеног народа“.

## Филозофија
Као филозофски термин, користили су га Николај Лоски и други руски мислиоци 20. века за означавање средњег начина сарадње између неколико супротстављених идеја. Засновала се на Хегеловој „дијалектичкој тријади“ (теза, антитеза, синтеза), али би се у руској филозофији сматрало  претерано упрошћавање Хегела.
Синтеза је тачка у којој се постиже соборност која изазива промену. Хегелова формула је основа за историзам. Лоски, на пример, користи тај термин да објасни који би мотив био иза људи који раде заједно за заједнички, историјски или друштвени циљ, уместо да индивидуалистички следе циљ. Лоски га је користио скоро као механички термин да би дефинисао када се дихотомија или дуалност сукоба превазилази или како се превазилази и упоредио га са коначним нуспроизводом после Платонове Метаксије.
Словенофилске идеје соборности извршиле су дубок утицај на неколико руских мислилаца на граници 19. и 20. века, али се у строгом смислу речи не могу сврстати међу директне настављаче словенофилске линије. Владимир Соловјов (1853-1900) развио је идеју о свејединство, јединство-свега, концепт сличан соборности и уско повезан са његовом доктрином о богочовечанству. Соловјов је суштину приступа овако окарактерисао: „Препознавање коначног циља историје као пуног остварења хришћанског идеала у животу целог човечанства.. ми схватамо свестрани развој културе као опште и неопходно средство за достижући тај циљ, јер ова култура у свом постепеном напретку уништава све оне непријатељске поделе и искључиве изолације између различитих делова човечанства и света и покушава да уједини све природне и друштвене групе у породицу која је бескрајно разнолика по саставу, али коју карактерише морална солидарност”.
Термин се поново појавио у делима Соловјевљевог следбеника Сергеја Николајевича Трубецког (1862—1905). У тумачењу Трубецког, соборност означава комбинацију религиозног, моралног и социјалног елемента, као алтернативу индивидуализму и социјалистичком колективизму. У делима Трубецког, идеја соборности сасвим јасно постаје део дискурса солидарности и алтруизма. У једном од својих главних дела, О природи људске свести, Трубецкој је написао: „Добра воља, која је основа морала, зове се љубав. Било какав морал, заснован на другим принципима осим љубави, није прави морал... Природна љубав је својствена свим живим бићима. Силазећи од његових врхунских манифестација у породичној љубави према човеку, од животињских нагона стада до елементарних процеса размножавања, свуда налазимо да се основни, органски алтруизам, захваљујући коме створења изнутра претпостављају једно друго, привлаче према другим створењима и успостављају не само себе, али и друга створења, и живе за друге“.

## Религија
Кирејевски је тврдио да „збир свих хришћана свих периода, прошлих и садашњих, чини један недељив, вечно живи сабор верних, који се одржава на окупу исто толико јединством свести колико и заједништвом молитве“. Термин, уопштено говорећи, означава јединство, заједништво које је црква, засновано на индивидуалним истомишљеничким интересима.
Почевши од Соловјева, соборност се сматрала основом екуменског покрета унутар Руске православне цркве.
Сергеј Булгаков, Николај Берђајев и Павел Флоренски били су истакнути заговорници духа соборности између различитих хришћанских фракција.

## Концепт
Соборност је у супротности са идејом братства, што је потчињавање братству као корист појединца. Соборност је аскетизам сродан кенози у томе што се појединац одриче сопствене користи за заједницу или еклисију. Како то изражава дефиниција соборности Кирејевског: „Целокупност друштва, комбинована са личном независношћу и индивидуалном различитошћу грађана, могућа је само под условом слободне подређености одвојених личности апсолутним вредностима и у њиховој слободној креативности утемељеној на љубави према целини, љубави према Цркви, љубави према свом народу и држави и тако даље.